# Thibaut Lesparre
Pour les articles homonymes, voir Lesparre.

a Compétitions nationales et continentales officielles uniquement.

Thibaut Lesparre, né le 22 août 1992 à Dax, est un joueur français de rugby à XV qui évolue au poste de demi de mêlée.

## Biographie

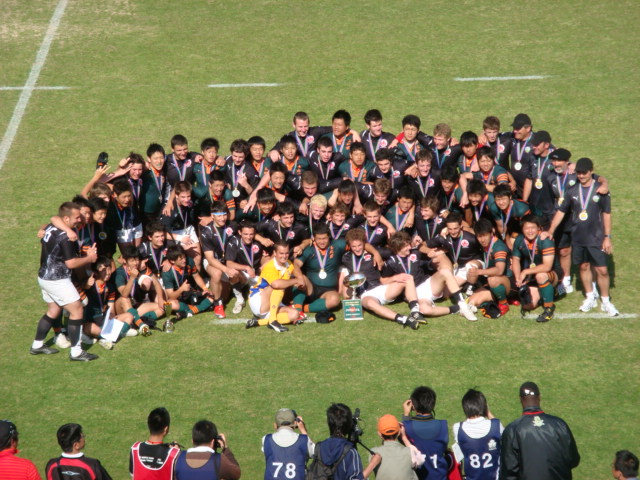
Thibaut Lesparre et ses coéquipiers (en noir), ici auprès des joueurs du lycée de Munakata (en vert), remportent le Sanix World Rugby Youth Tournament en 2009.

Thibaut Lesparre passe l’intégralité de sa carrière junior de rugby à XV au sein du club de sa ville natale, l'US Dax, et débute au poste de troisième ligne ; il joue ainsi ses premiers ballons sous les couleurs dacquoises pendant la saison 2001-2002.
Il participe pendant sa scolarité au Sanix World Rugby Youth Tournament (en) en 2009, un tournoi rassemblant les meilleurs lycées japonais ainsi que des lycées des grandes nations du rugby pour une Coupe du monde scolaire organisée sur le sol japonais. Avec le Dax Landes High School qui représente le lycée Borda, il remporte cette édition. Alors qu'il intègre le centre de formation, il est redirigé au poste de demi de mêlée. Lors de ses études supérieures à Bayonne, il décroche entre autres avec l’équipe de rugby à sept de l'université de Pau et des pays de l'Adour le titre de champion de France universitaire en 2013.
Après trois ans dans la structure d'apprentissage sportif, il joue régulièrement avec l'équipe professionnelle lors de la phase retour de l'exercice 2013-2014 en raison des blessures à son poste. Il signe alors à la fin de la saison un contrat espoir d'un an avec passage en statut professionnel à son terme. Il prolonge pour une saison supplémentaire en 2017, puis à nouveau en 2018.
En parallèle de sa carrière de joueur, il entraîne au niveau junior les Crabos de l'US Dax, entre autres pendant la saison 2018-2019.
Au terme de la saison 2018-2019, il ne reconduit pas son contrat avec l'US Dax, et met fin par la même occasion à sa carrière sportive de joueur.
Après une pause d'une saison, il s'engage en Fédérale 2 pour le compte du Saint-Denis US,,. Il reste au club pendant deux saisons.